# Uvarovite
L'uvarovite (simbolo IMA: Uv) è un minerale appartenente al supergruppo del granato e al gruppo del granato della famiglia dei nesosilicati con la composizione chimica Ca3Cr2[SiO4]3.

## Etimologia e storia
Durante il suo soggiorno a San Pietroburgo, il chimico e mineralogista svizzero-russo Germain Hess esaminò un "Dioptasio di Bissersk" della collezione locale, che aveva richiesto a scopo di confronto. La presenza di un minerale di rame su un minerale di cromo lo spinse a indagare più da vicino, nel corso del quale il presunto dioptasio si rivelò essere un nuovo granato contenente cromo. Chiamò il nuovo minerale del giacimento di Biserskoye (Biser) negli Urali centrali in onore del conte russo, collezionista di minerali e presidente dell'Accademia russa delle scienze Sergej Semënovič Uvarov.
La struttura cristallina fu chiarita da Georg Menzer nel 1929 e la prima sintesi di uvarovite pura fu raggiunta da F.A. Hummel nel 1950 all'Università statale della Pennsylvania.

## Classificazione
Secondo la classificazione strutturale dell'Associazione Mineralogica Internazionale (IMA), l'uvarovite appartiene al supergruppo del granato, dove si trova insieme ad almandino, andradite, calderite, eringaite, goldmanite, grossularia, knorringite, majorite, menzerite-(Y), momoiite, morimotoite, piropo, rubinite e spessartina e con le quali forma il gruppo dei granati con 12 cariche positive sulla posizione del reticolo coordinato tetraedrico.
Già nell'obsoleta, ma in parte ancora in uso, 8ª edizione della Sistematica dei minerali secondo Strunz, l'uvarovite apparteneva alla classe dei minerali dei "silicati e germanati" e lì alla sottoclasse dei "Nesosilicati", dove, insieme all'andradite, alla goldmanite e alla grossularia, formava la "serie della Ugrandite" all'interno del "Gruppo dei granati" con il sistema nº VIII/A.08.
La 9ª edizione della sistematica minerale di Strunz, in vigore dal 2001 e utilizzata dall'Associazione Mineralogica Internazionale (IMA), classifica l'uvarovite nella classe dei "silicati e germanati" e lì nella sottoclasse dei "silicati (germanati)". Questa suddivisione viene ulteriormente suddivisa in base all'eventuale presenza di altri anioni e alla coordinazione dei cationi coinvolti, in modo che il minerale, in base alla sua composizione e struttura, venga classificato nella suddivisione "Nesosilicati senza anioni aggiuntivi; cationi in coordinazione [6] e/o maggiore" dove, insieme ad almandino, andradite, calderite, goldmanite, grossularia, henritermierite, holtstamite, katoite, kimzeyite, knorringite, majorite, momoiite, morimotoite, piropo, schorlomite e spessartina, c'è il "gruppo dei granato" con il sistema nº 9. AD.25. Di questo gruppo facevano parte anche i composti granati blythite, hibschite, idroandradite e skiagite, che non sono più considerati minerali. La wadalite, a quel tempo ancora raggruppata tra i granati, si è dimostrata strutturalmente diversa ed è ora assegnata a un gruppo separato con la clormayenite e la fluormayenite. D'altra parte, irinarassite, hutcheonite, kerimasite, toturite, menzerite-(Y) ed eringaite, descritti dopo il 2001, sarebbero stati smistati nel gruppo dei granati.
La classificazione dei minerali Dana, utilizzata principalmente nel mondo anglosassone, classifica anche l'uvarovite nella classe dei "silicati e germanati" e lì nella divisione dei "minerali silicati insulari". Eccolo insieme ad andradite, grossularia, goldmanite e yamatoite (screditata perché identico alla momoiite) nel "Gruppo Garnet (Ugrandite Series)" con il sistema nº 51.04.03b all'interno della suddivisione di "Nesosilicati: gruppi SiO4 solo con cationi di coordinazione [6] e > [6]".

## Composizione
L'uvarovite con la composizione idealizzata [X]Ca2+3[Y]Cr3+[Z]Si3O12 è l'analogo del cromo della grossularia ([X]Ca2+3[Y]Al[Z]Si3O12) e si presenta sempre in natura come cristallo misto con grossularia e andradite. C'è una miscibilità illimitata con entrambi i membri finali, in base alle reazioni di scambio:
- {\displaystyle \mathrm {^{[Y]}Cr^{3+}=^{[Y]}Al^{3+}} ,\,\,\,\,\,\,} (grossularia)[13][14],
- {\displaystyle \mathrm {^{[Y]}Cr^{3+}=^{[Y]}Fe^{3+}} ,\,\,\,\,\,} (andradite)[15][16][17]

Nella posizione coordinata dodecaedrica {\displaystyle {\ce {X}}}, lo ione Ca2+ può essere sostituito dallo ione Mg2+, secondo le reazioni di scambio:
- {\displaystyle \mathrm {^{[X]}Ca^{2+}=^{[X]}Mg^{2+}} ,\,\,\,\,\,\,} (knorringite)[18]
- {\displaystyle \mathrm {^{[X]}Ca^{2+}+^{[Y]}Cr^{3+}=^{[X]}Mg^{2+}+^{[Y]}Al^{3+}} ,\,\,\,\,\,} (piropo)[19]

I livelli di Fe2+ e Mn2+ sono costantemente bassi.
A differenza della grossularia e dell'andradite, finora non sono state descritte uvaroviti ricche di OH.

## Abito cristallino

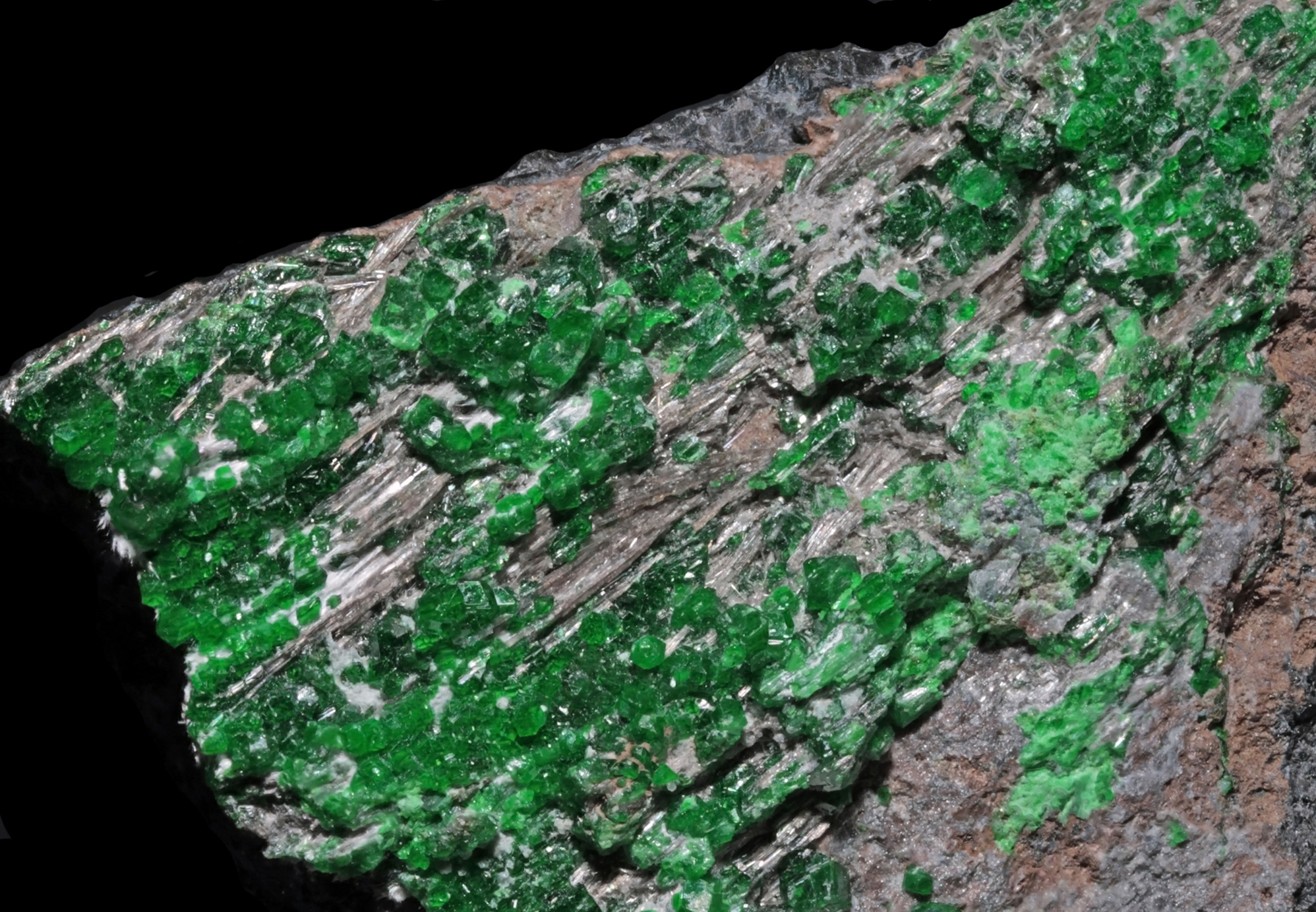
Minuscoli cristalli di uvarovite

L'uvarovite cristallizza nel sistema cubico nel gruppo spaziale Ia3d (gruppo nº 230) con la costante di reticolo a = 12,00 Å e 8 unità di formula per cella unitaria; di solito sviluppa cristalli piccoli, da ben formati a perfettamente formati, ma anche aggregati granulari.
La struttura è quella del granato. Il calcio (Ca2+) occupa le posizioni {\displaystyle {\ce {X}}} dodecaedriche circondate da 8 ioni ossigeno, il cromo (Cr3+) occupa la posizione {\displaystyle {\ce {Y}}} ottaedrica circondata da 6 ioni ossigeno e la posizione {\displaystyle {\ce {Z}}} tetraedrica circondata da 4 ioni ossigeno è occupata esclusivamente dal silicio (Si4+).
Come molti granati di calcio, le uvaroviti naturali sono occasionalmente leggermente birifrangenti, il che è di solito preso come un'indicazione di una simmetria inferiore e non cubica. Recenti indagini con diffrazione ai raggi X di sincrotrone ad alta risoluzione hanno dimostrato che almeno le uvaroviti birifrangenti esaminate sono miscele di due o tre gusci cubici di diversa composizione e parametri reticolari leggermente diversi. Questa adesione di granati con diverse costanti reticolari porta a sollecitazioni reticolari che causano birifrangenza.
Si trova generalmente in forma di piccoli cristalli ben formati, oppure come sottili lamine a generare una struttura lamellare.

## Proprietà
Le uvaroviti naturali sono sempre cristalli misti le cui proprietà fisiche variano con la composizione. Ad esempio, la scala di durezza Mohs per l'uvarovite varia da 6,5 a 7 (secondo altre fonti da 7 a 7,5) e la densità da 3,4 a 3,8 g/cm³.
Il colore mostra una dipendenza più complessa dalla composizione dei cristalli misti di uvarovite. All'aumentare del contenuto di cromo (Cr3+), aumenta l'intensità del colore verde. Con l'aumento della sostituzione del calcio (Ca2+) con il magnesio (Mg2+) nella posizione {\displaystyle {\ce {X}}}, il colore cambia dal verde al grigio al rosso porpora intenso, almeno nelle uvaroviti ricche di grossolani. Il cambiamento di colore all'aumentare del contenuto di magnesio è accompagnato da una diminuzione della frazione covalente del legame cromo-ossigeno. La lunghezza del legame rimane pressoché invariata.
Un effetto simile è causato anche da un cambiamento di pressione. Un cambiamento di colore da verde (0,0001 GPa) a grigio (8 GPa) a rosso (13 GPa) è stato osservato su un'uvarovite naturale con l'aumentare della pressione. A differenza del cambiamento di colore nei cristalli misti, qui non cambia il carattere del legame, ma la lunghezza del legame.

## Origine e giacitura

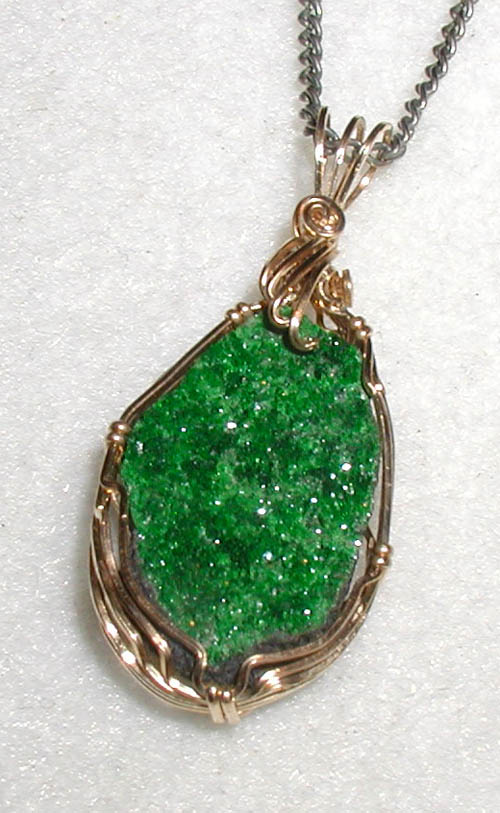
Pendente d'oro e uvarovite

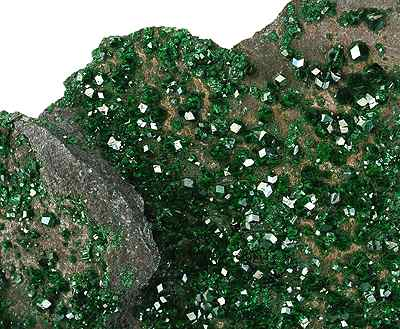
Uvarovite russa

L'uvarovite si forma prevalentemente in contesti metamorfici o idrotermali, meno frequentemente nelle rocce ignee come la pegmatite. Per formarsi, il minerale ha bisogno di un maggiore contenuto di cromo e di un ambiente ultrabasico, cioè un contenuto particolarmente basso di silice (SiO2). Queste condizioni si trovano, tra l'altro, nelle serpentiniti e negli skarn contenenti cromite.
I siti più noti in Russia sono le miniere del territorio di Perm' vicino a Biser nel sud di Gornozavodsk e Teplaja Gora vicino a Sarany, dove sono stati trovati cristalli di uvarovite fino a otto millimetri. Nell'Oblast' di Sverdlovsk vanno menzionati, tra gli altri, Verkh-Neyvinsky, Alapaevsk, Stary Itkul'skoye e Iremel'skoye.
Cristalli fino a due centimetri e aggregati cristallini particolarmente grandi provengono dal giacimento finlandese di Outokumpu.
Altri siti includono Assosa nella provincia di Wollega in Etiopia; i giacimenti di cromite nella parte sud-orientale del Nuovo Galles del Sud e in Tasmania in Australia; Xinjiang nella Repubblica Popolare Cinese; Mokkivaara e Pohjois-Karjala in Finlandia; in Italia cristalli sono stati rinvenuti in Val Malenco (in provincia di Sondrio) e a St Marcel in Valle d'Aosta.; Prefetture di Kōchi ed Ehime in Giappone; Québec in Canada; nel massiccio del Moa-Baracoa, come giacimenti di serpentinite nella provincia di Guantánamo a Cuba; Nordland, Røros, Grua e Velfjord in Norvegia; Stiria e Tirolo in Austria; nel massiccio serpentinite della regione di Sobótka in Polonia; Anatolia orientale e Capo Dağları in Turchia; così come Alaska, Arizona, varie regioni della California, Colorado, Maine, Michigan, Nevada, New Mexico, New York, Oregon, Pennsylvania, Texas, Vermont e Washington negli Stati Uniti.
Si trova comunemente in rocce serpentinose ricche di cromo.

## Forma in cui si presenta in natura

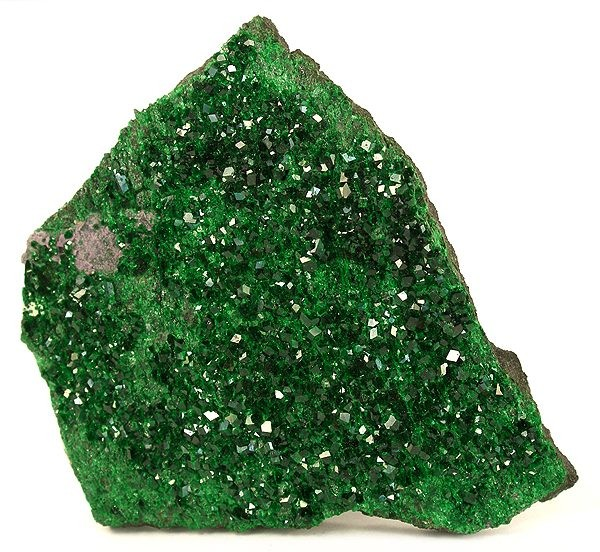
Uvarovite

Piccoli cristalli isometrici di colore verde smeraldo o verde scuro con forme spesso molto complesse.
A causa della formazione di cristalli misti e di mescolanze estranee, il colore varia dallo scuro allo smeraldo al marrone-verde. A seconda della purezza, dei difetti cristallini e/o della quantità di inclusioni, i cristalli possono variare da vetrosi a grassi e da trasparenti a opachi.

## Utilizzo come pietra preziosa
L'uvarovite viene trasformata principalmente in pietre preziose. I gioielli in cui veniva lavorata l'uvarovite possono essere fatti risalire al periodo merovingio.
La prima descrizione scientifica di Uvarovit si basa sulla sua presenza negli Urali. I migliori cristalli provenienti da questo giacimento venivano utilizzati per la produzione di oggetti preziosi presso la corte imperiale. Nella storia russa è chiamata la "pietra imperiale" perché è nota l'inclinazione della zarina Caterina II per questo minerale.
L'uvarovite è talvolta confusa con l'altrettanto rara e leggermente più chiara varietà di andradite verde demantoide (Fe3+Cr3+). Un'altra possibilità di confusione cromatica è con la varietà grossularia-tsavorite così come con lo smeraldo e il dioptasio.